# エイトプロダクション
株式会社エイトプロダクションは、かつて関西テレビ放送の子会社となった制作プロダクションである。

## 事業内容
- テレビ番組の企画・制作
- イベントの企画・制作

## 沿革
- 1958年（昭和33年）9月 - 株式会社関西テレビニュースとして設立。
- 1973年（昭和48年）11月 - 株式会社エイトプロダクションに社名変更。社名変更後の同年11月に、テレビショッピングの通信販売を事業する株式会社オクトのグループ子会社として設立。
- 1994年（平成6年）3月 - 事業活動停止。
- 2001年（平成13年）1月1日 - 株式会社関西テレビアデント（イベント企画会社）と株式会社オクト（通信販売業）が合併する株式会社関西テレビハッズとして発足、会社解散となることが決定した。
- 2001年（平成13年）8月 - 株式会社エイトプロダクションは会社解散。

## 主な制作番組
- パンチDEデート
- マイ大阪
- ほっとタイム10時です!
- どっきりQ
- 浪花友あれ 朝からエイ!GO
- すとらびん式
- ディープ・キッチュ
- Ａタイム
- トナリnoとなり
- やる気タイム・１０